# Crinonia
Crinonia là một chi thực vật có hoa trong họ Lan.